# 御坊市立御坊小学校
御坊市立御坊小学校（ごぼうしりつごぼうしょうがっこう）は和歌山県御坊市にある市立小学校である。

## 歴史
- 1873年（明治6年） - 本願寺別院内に設置され、藤園小学校として開校する。
- 1887年（明治20年） - 数校との合併ののち御坊高等尋常小学校と改名する。
- 1908年（明治41年） - 御坊町尋常小学校と改名する。
- 1947年（昭和22年） - 御坊町立御坊小学校と改名し6・3制となる。
- 1953年（昭和23年） - 紀州大水害で被災した御坊町立図書館を講堂内に仮設置する[1]。
- 1954年（昭和29年） - 御坊市制施行のため現在の御坊市立御坊小学校となる。
- 1968年（昭和43年） - プール竣工。
- 1973年（昭和48年） - 開校100年を迎える。
- 2003年（平成15年） - 給食を開始する。